# Ardil
Ardill – surowiec włókienniczy. Należy do grupy roślinnych włókien białkowych wraz z włóknami Vicara i Silkool. Produkcja Ardillu polega na rozpuszczeniu białka z orzeszków ziemnych w ługu sodowym. Następnie otrzymany produkt przetłacza się przez dysze do kąpieli koagulującej. Własności włókna są podobne do wełny ale o mniejszej wytrzymałości mechanicznej. Włókno najczęściej przerabiane jest na włókno cięte po wymieszaniu z wełną.